# Kéneslepkeformák
A kéneslepkeformák (Coliadinae) a rovarok (Insecta) osztályának a lepkék (Lepidoptera) rendjébe, ezen belül a valódi lepkék (Glossata) alrendjébe tartozó fehérlepkék (Pieridae) családjának egyik alcsaládja.

## Rendszertani felosztásuk
Az alcsalád nemei és a Magyarországon legismertebb fajok:
- Anteos
- Aphrissa
- Catopsilia
- kéneslepke (Colias)
  - déli kéneslepke (Colias australis),
  - sáfránylepke (Colias crocea),
  - fakó kéneslepke (közönséges kéneslepke, Colias hyale),
  - mocsári kéneslepke (Colias palaeno),
  - hegyi kéneslepke (alpesi kéneslepke, Colias phicomone)
- Dercas
- Eurema
- Gandaca
- Gonepteryx
  - citromlepke (Gonepteryx rhamni)
  - kleopátralepke (Gonepteryx cleopatra)
- Kricogonia
- Kricogonia
- Leucidia
- Nathalis
- Phoebis
  - atlanti kéneslepke (Phoebis sennae)[1]
- Prestonia
- Pyrisitia
- Rhabdodryas
- Terias
- Zerene